# Funaná

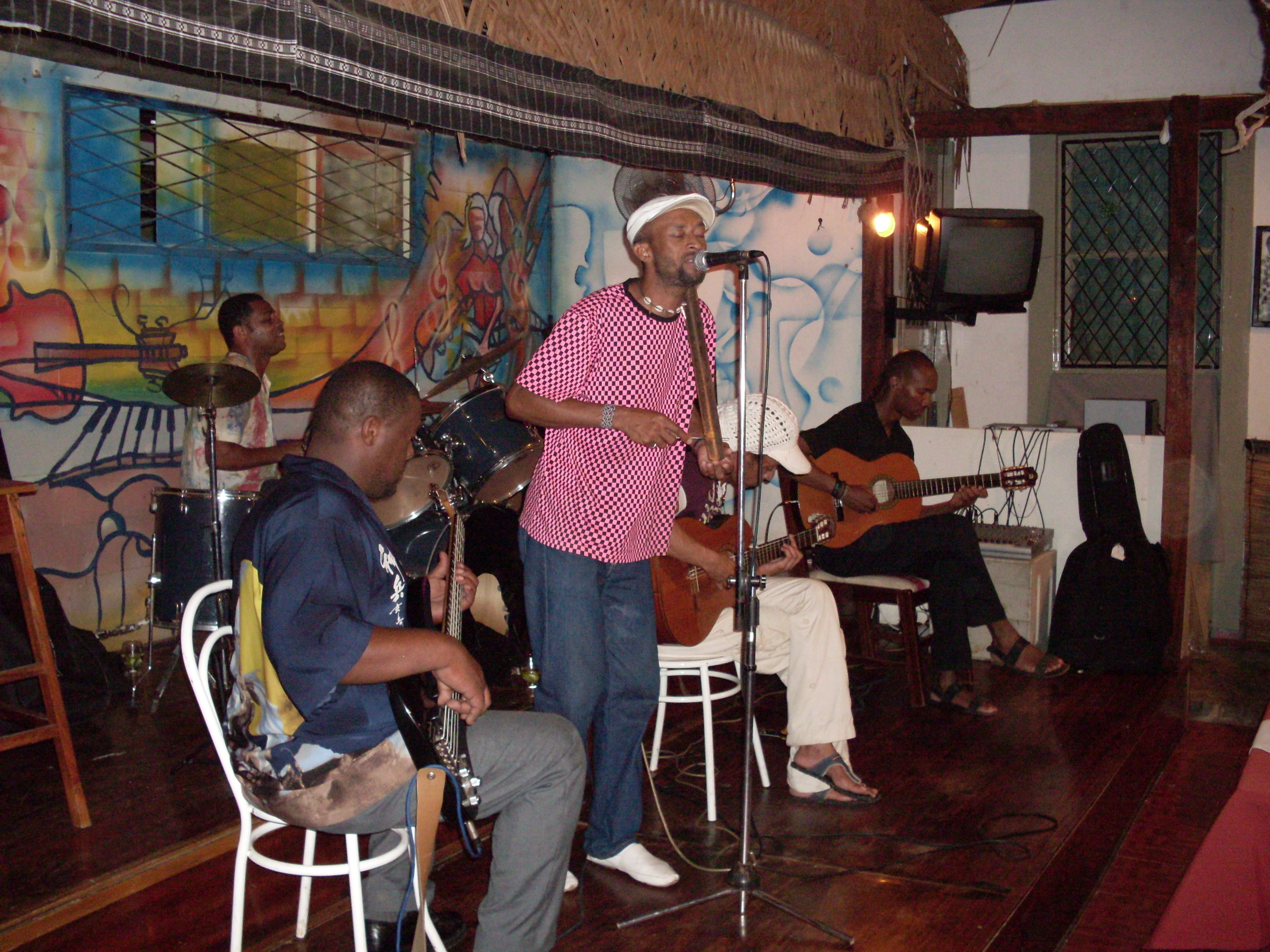
O cantor Bino Branco do grupo Ferro Gaita, atuando com o grupo do músico Vadú.

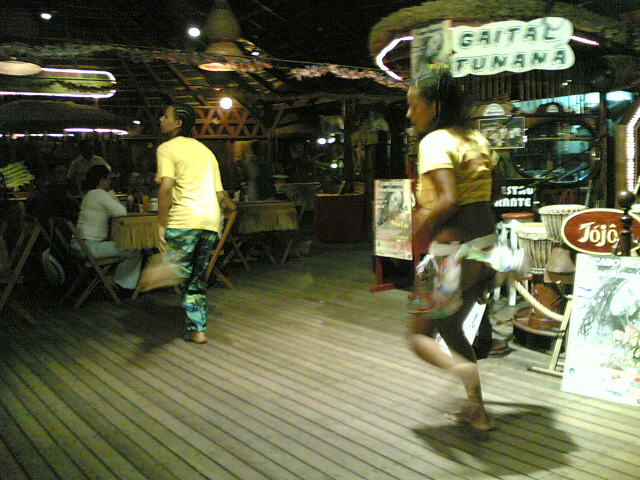
Dançarinas de funaná na Ilha do Sal.

O funaná é um género musical e de dança originários de Cabo Verde

## Como género musical
Como género musical, o funaná caracteriza-se por ter um andamento variável, de vivace a andante, e um compasso binário. Além do feru (barra de ferro, também chamada de ferrinho, utilizada para produzir som com o apoio de uma faca de mesa), o funaná está intimamente associado ao acordeão, mais precisamente ao acordeão diatónico, conhecido em Cabo Verde por gaita. Este facto vai influenciar uma série de aspectos musicais que caracterizam o funaná, como por exemplo, o facto de, na sua forma mais tradicional, usar apenas escalas diatónicas e não escalas cromáticas.

## Características
A estrutura da composição do funaná não é muito diferente da estrutura de outros géneros musicais em Cabo Verde, ou seja, basicamente, a música estrutura-se num conjunto de estrofes principais que se alternam com um refrão. Só que, intercalando as estrofes e os refrãos, existe um solo executado na gaita. As músicas são geralmente monotónicas.
O acompanhamento é executado com a mão esquerda na gaita, fornecendo os baixos e os acordes. O modelo rítmico é executado no ferrinho.
A linha melódica do funaná varia muito ao longo da composição, com muitas séries de notas ascendentes e descendentes. Os cantores de funaná ocasionalmente utilizam a técnica do sforzando em determinadas notas, sobretudo quando elas se prolongam mais (imitação do acordeão?).
As letras do funaná geralmente abordam situações do quotidiano, fazendo menções às amarguras e felicidades do dia-a-dia, mas também críticas sociais, reflexões sobre a vida e situações idílicas. Compositores mais recentes, no entanto, têm alargado o leque de temas. Uma característica das letras do funaná tradicional é que a poesia não é feita de um modo directo, mas usa frequentemente figuras de estilo, provérbios e ditados populares. Exemplos:
| letra em crioulo: | tradução literal para português:                                                                                             | significado real: |
| --- | --- | --- |
| Ôdju mó’ lúa, (…) Pistána sí’ma árcu-dâ-bédja Bóca sí’ma câ tâ cúme náda Ôi, Séma Lópi, côrpu dí tchõ, álma dí Crístu | Olhos como a lua, (…) Sobrancelhas como o arco-íris Boca como que não come nada Oi, Sema Lopi, corpo de chão, alma de Cristo | Olhos arregalados Sobrancelhas totalmente arqueadas Boca de quem passa fome Oi, Sema Lopi, todo o mundo te pisa, mas perdoas a todos |
| Excerto da letra da música «Sema Lopi».                                                                               | | |

| letra em crioulo:                                                                                | tradução literal para português:                                                                             | significado real:                                                                                 |
| ------------------------------------------------------------------------------------------------ | --- | ------------------------------------------------------------------------------------------------- |
| Ôi, ôi, pêtu dí brônzi, Coraçõ dí bulcõ, Sí bú crê saltâ-m’ nhâ rubêra, Bú tâ câi nâ mánsu-mánsu | Oi, oi, peito de bronze, Coração de vulcão, Se tu quiseres saltar-me minha ribeira, Tu cairás em manso-manso | Oi, oi, menina bronzeada, De coração quente, Se tu quiseres namorar comigo, Tu viverás algo suave |
| Excerto da letra da música «Pêtu di brônzi» de João Cirilo.                                      | |                                                                                                   |

| letra em crioulo:                                                          | tradução literal para português:                                                     | significado real:                                                                                               |
| -------------------------------------------------------------------------- | ------------------------------------------------------------------------------------ | --- |
| Tunúca, Crê-’u, câ pecádu, Dâ-’u, câ tâ fládu, Mâ, sô bú dâ-m’ quí tenê-m’ | Tunuca, Querer-te não é pecado, Dar-te, não se diz, Mas, só tu dares-me que me retém | Tunuca, Não há mal em amar-te, Não sei até onde estás disposta a ir, Mas vivo ansioso com o que tu podes dar-me |
| Excerto da letra da música «Tunuca» de Orlando Pantera.                    |                                                                                      | |

Isso exige um bom conhecimento da linguagem e cultura populares, e é por isso que composições mais recentes, composições de autores mais jovens ou composições de autores com pouco contacto com a cultura popular nem sempre utilizam as técnicas de poesia referidas anteriormente.
A nível de instrumentos utilizados, na sua forma mais tradicional o funaná emprega apenas a gaita e o ferrinho. Com a estilização e electrificação do funaná outros instrumentos são utilizados: a rítmica dada pelo ferrinho é executada numa bateria, conjuntamente com outros instrumentos de percussão (um chocalho ou um afoxé); o jogo de baixo / acompanhamento executado pela gaita é substituído pele baixo elétrico e pela guitarra elétrica; a melodia executada pela gaita é substituída pelo sintetizador. A partir dos fins dos anos 90, assiste-se a um retorno às raízes, onde interpretações unplugged (acústicas) voltam a ser procuradas, e em que os instrumentos electrónicos têm sido preteridos a favor de gaitas e ferrinhos autênticos.

## Como dança
Como dança, o funaná é dançado aos pares, com os executantes com um braço enlaçando o parceiro, enquanto que com o outro braço mantêm as mãos dadas. A dança é efectuada imprimindo rápidas e fortes flexões alternadas de cada um dos joelhos, marcando os tempos do compasso. No modo de dançar mais rural, os corpos estão ligeiramente inclinados para frente (havendo contacto nos ombros), e os pés levantam-se do chão. No modo de dançar mais urbano, mais estilizado, os corpos estão na vertical (havendo contacto na zona peitoral), e os pés arrastam-se pelo chão.

## História
O funaná é um género musical relativamente recente. Segundo a tradição oral, o funaná surgiu quando, numa tentativa de aculturação, o acordeão teria sido introduzido na ilha de Santiago no início do século XX, para que a população aprendesse géneros musicais portugueses. O resultado, no entanto, teria sido completamente diferente: seria a criação de um género novo e genuíno. Não existem, no entanto, documentos musicológicos a corroborar isso. Mesmo assim, não deixa de ser curioso o facto de, mesmo sendo um género musical totalmente diferente, o uso da gaita e do ferro no funaná é análogo ao uso do acordeão e dos ferrinhos em certos géneros musicais portugueses (malhão, corridinho, vira, etc.).
Outras fontes, também de tradição oral, referem outra origem. Situam a origem do funaná no incremento da importação de acordeões como um substituto barato de órgãos para interpretar música religiosa. O funaná teria então surgido da adaptação para acordeão de outros géneros musicais então em voga.
O próprio nome «funaná» também é recente, e data provavelmente dos anos 60 e 70. Para uns, o nome deriva da palavra portuguesa «fungagá». Para outros o nome vem da junção dos nomes de dois exímios tocadores, um de gaita e outro de ferrinho, chamados Funa e Naná. As palavras mais antigas para designar o funaná eram «fuc-fuc» e «badju gaita».
Inicialmente género exclusivo de Santiago, durante muito tempo o funaná foi relegado para um contexto rural e/ou para as camadas mais desfavorecidas da população. Chegou mesmo a ser proibida a sua interpretação na capital, onde era a morna que gozava de prestígio e de um carácter nobre. O funaná era tido como um estilo de música e de dança indecente e desobedecer à proibição estabelecida pelo regime colonial e pela Igreja podia conduzir à não emissão de documentos essenciais ou à recusa de baptismo dos filhos dos "transgressores". A Igreja, através dos catequistas, frequentemente denunciava os músicos que organizavam ou participavam das festas, o que poderia representar uma detenção ou multas elevadas.
Contudo, durante a década de 1970, e sobretudo depois da independência, houve tentativas de fazer ressurgir certos géneros musicais, entre os quais o funaná. A ideologia socialista do pós-independência, com a luta contra a desigualdade entre as classes sociais coinstituiu terreno fértil para o (re)surgimento do funaná, que até então era considerado música das camadas mais desfavorecidas. Essas tentativas não foram muito bem sucedidas sobretudo porque «o funaná não conseguiu desgarrar-se da coladeira»[carece de fontes?].
Foi necessário esperar pela década de 1980 para que o conjunto Bulimundo e sobretudo o seu mentor Carlos Alberto Martins (mais conhecido por Catchás) viessem fazer ressurgir o funaná. Indo «beber» directamente à fonte (o interior da ilha de Santiago), Catchás aproveitou os seus conhecimentos de jazz e música clássica[carece de fontes?] para inventar um novo estilo de tocar o funaná, apoiando-se em instrumentos eléctricos e electrónicos, que viria a influenciar quase todos os artistas em diante. Graças ao sucesso do conjunto Bulimundo, o funaná foi exportado para todas as ilhas em Cabo Verde. Hoje, o funaná já não é visto como um género exclusivo de Santiago, sendo composto, interpretado e apreciado por pessoas de todas as ilhas.
Se os anos 80 foram os anos da divulgação do funaná em Cabo Verde, os anos 90 foram os anos da internacionalização. O conjunto Finaçon, nascido de uma cisão do conjunto Bulimundo, foi um dos responsáveis pela divulgação internacional deste género musical, graças a um contrato com uma prestigiada firma distribuidora estrangeira. Não só o funaná passa a ser conhecido internacionalmente, como é também interpretado por conjuntos musicais no estrangeiro, cabo-verdianos ou não.
A nível de técnicas musicais não se registam grandes inovações ao «estilo Catchás», talvez apenas no que diz respeito à orquestração (exploram-se as possibilidades dos instrumentos electrónicos). Verifica-se também, nesta altura, a excessiva comercialização e banalização do funaná. Durante um ano, houve a tentativa de divulgar o funaná em França. Essa tentativa não teve sucesso porque tentou-se vender o funaná como «música de moda para dançar no Verão» (logo a seguir à lambada), e não explorar as particularidades etno-musicais do funaná.
A partir dos fins dos anos 90 assiste-se a um retorno às raízes, onde os conjuntos preferem interpretações com gaitas e ferrinhos autênticos (ocasionalmente adiciona-se um baixo, uma bateria e/ou uma guitarra). Um dos principais conjuntos dessa nova vaga é o conjunto Ferro Gaita.

## Variantes do funaná
O funaná conta com diversas variantes, nem todas elas bem conhecidas, e nem todas elas conhecidas pelo verdadeiro nome. Eis a descrição de algumas variantes:

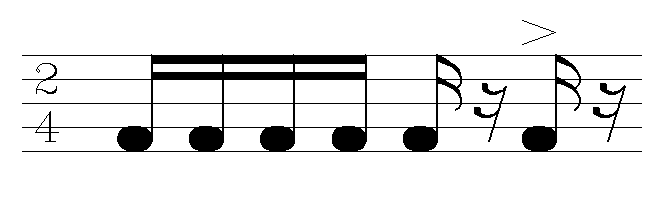
Modelo rítmico do funaná – kaminhu di ferru, ± 150 bpm.

### Funanákaminhu di férru
Esta é a variante mais conhecida do funaná. Geralmente quando se emprega apenas a palavra «funaná», refere-se a esta variante que obteve maior sucesso, sobretudo a nível de dança. Trata-se de uma variante que faz lembrar uma marcha, mas com um andamento vivace.

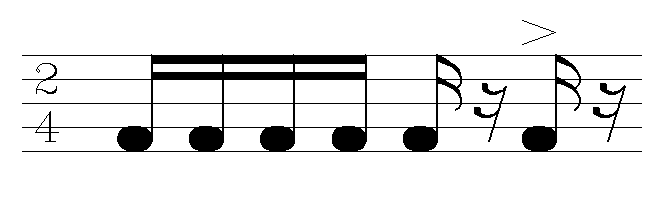
Modelo rítmico do funaná – maxixi, ± 120 bpm.

### Funanámaxixi
O nome desta variante provavelmente vem do género musical maxixe que outrora esteve em voga em Cabo Verde. É uma variante parecida com a anterior, mas com um andamento allegro.

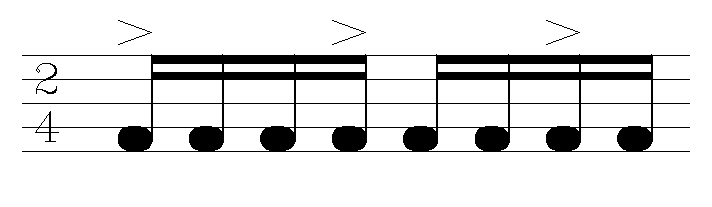
Modelo rítmico do funaná – samba, ± 92 bpm.

### Funanásamba
Apesar do nome, esta variante não tem nenhuma relação com o género brasileiro samba actual. Parece tratar-se de uma adaptação do lundum às técnicas do acordeão. O andamento é mais lento (andante) e o ritmo é diferente das outras variantes do funaná, é bastante similar à toada.

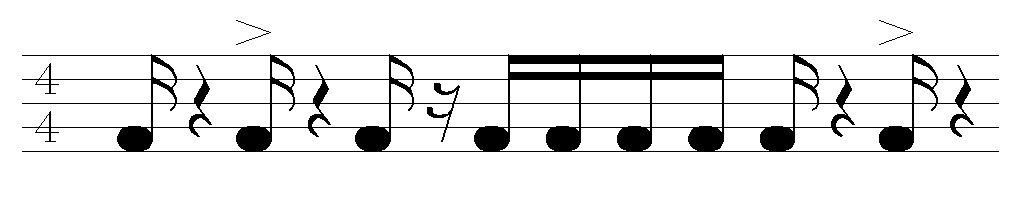
Modelo rítmico do funaná lento, ± 96 bpm.

### Funanámorna
Praticamente não é conhecido por este nome, é mais conhecido por como funaná lento. Parece tratar-se de uma adaptação da morna às técnicas do acordeão, com um andamento andante. Enquanto que, durante muito tempo, foi a morna (badju di viulinu) que gozou de prestígio em ambientes urbanos e salas nobres, em ambientes rurais desenvolveu-se, em contraposição, uma variante mais lenta do funaná (badju di gaita). Curiosamente, esta variante tem o mesmo andamento que a morna da Boa Vista e não da morna da Brava.

## Exemplos de funanás
- Funaná kaminhu di férru
  - «Djonsinho Cabral», tradicional
interpretado por Os tubarões no álbum «Djonsinho Cabral» (Ed. Os Tubarões, Ref. T-003 — 1978)
  - «Sant’ Antoni la Belêm», tradicional
interpretado por Bulimundo no álbum «Batuco» (Ed. Black Power Records, Rotterdam, Ref. Lp 2233 — 1981)
  - «Si manera» de Zeca di Nha Reinalda
interpretado por Finaçon no álbum «Funaná» (Ed. Mélodie, Paris — 1990)
  - «Matrialistas» de Kino Cabral
interpretado por Kino Cabral no álbum «?» (Ed. Kino Cabral, ? — 1992)
  - «Moças di Mangui» de Eduíno, Chando Graciosa e Bitori Nha Bibinha
interpretado por Ferro Gaita no álbum «Fundu Baxu» (Ed. ?, ? — 1997)
- Funaná maxixi
  - «Canta cu alma sem ser magoado» de Pedro Rodrigues
interpretado por Bana no álbum «Bana» (Ed. Discos Monte Cara, — 19??)
  - «Pomba» de Codé di Dona
interpretado por Codé di Dona no álbum «Codé di Dona» (Ed. Globe Music, ? — 1997)
  - «Nôs cultura» de Eduíno
interpretado por Ferro Gaita no álbum «Bandêra Liberdadi» (Ed. ?, ? — 2003)
  - «Puxim Semedo» de Kaká di Lina e Eduíno
interpretado por Eduíno e Petcha no álbum «Terra Terra Vol. 1» (Ed. ?, ? — 2007)
- Funaná samba
  - «Djentis d’ aságua» de Zezé di Nha Reinalda
interpretado por Zezé di Nha Reinalda no álbum «Djentis d’ aságua» (Ed. ICL, Praia — 198?)
  - «Fomi 47» de Codé di Dona
interpretado por Finaçon no álbum «Rabecindadi» (Ed. ?, Lisboa — 1987)
  - «Codjeta» de Kaká Barbosa
interpretado por Simentera no álbum «Raiz» (Ed. Mélodie, Paris — 1992)
- Funaná lento
  - «Sema Lopi» de Sema Lopi
interpretado por Bulimundo no álbum «Bulimundo» (Ed. Black Power Records, Rotterdam, Ref. L.P. 1943 — 1980; Reed. Sons d’África, Lisboa — 2005)
  - «Pombinha Mansa» de ?
interpretado por Bulimundo no álbum «Batuco» (Ed. Black Power Records, Rotterdam, Ref. Lp 2233 — 1981)
  - «Kortel di rabidanti» de Kaká Barbosa
interpretado por Zezé & Zeca di Nha Reinalda no álbum «Konbersu’l tristi, korbu nha xintidu» (Ed. ?, Lisboa — 1983)
  - «Li qu’ ê nha tchon» de Pedro Rodrigues
interpretado por Os tubarões no álbum «Bote, broce e linha» (Ed. ?, ? — 1990)